# Efraín Castillo
Efraín Castillo (La Unión, Nariño, Colombia; 25 de noviembre de 1944) fue un futbolista colombiano conocido como el Pastusito, que se desempeñó como defensa y jugó en Independiente Santa Fe, Junior de Barranquilla y en el Deportes Tolima.

## Trayectoria

### Inicios
Efraín "Pastusito" Castillo nació en el municipio de La Unión, en el departamento de Nariño al sur de Colombia. Luego, llegó a la ciudad de Bogotá, donde empezó a jugar al fútbol y entró en las divisiones inferiores de Independiente Santa Fe.

### Independiente Santa Fe
Luego de haber jugado por unos años en las divisiones inferiores, en el año 1964 Efraín fue ascendido a la nómina profesional junto a los bogotanos Alfonso Cañón, Germán Ávila y Hernando Piñeros; y debutó como profesional. En su primer año como profesional, Efraín jugó varios partidos demostrando sus cualidades como defensor. En 1965, a la dirección técnica de Independiente Santa Fe el antioqueño Gabriel "El Médico" Ochoa Uribe, y este pone a Efraín como uno de los titulares del equipo. Un año después, en 1966; el jugador nariñense consigue su primer título como profesional, cuándo Santa Fe se coronó campeón del Fútbol Profesional Colombiano por cuarta vez en su historia. Ese año, Efraín sería uno de los jugadores destacados dentro de la nómina junto a los colombianos Carlos Rodríguez, Carlos "Copetín" Aponte, Alfonso Cañón y Delio "Maravilla" Gamboa. Un año después (1967), el equipo cardenal juego la Copa Libertadores de América por segunda vez en su historia y Efraín jugó en el histórico empate frente al Club Atlético River Plate en el Estadio Nemesio Camacho El Campín de Bogotá. La exitosa etapa de Castillo en el equipo cardenal, fue hasta finales del año 1968, cuándo después de haber jugado por 4 años, y haber conseguido un título; se va del club para jugar el año siguiente en el Junior de Barranquilla.

### Junior
Luego de tener una exitosa etapa en Santa Fe, Castillo se fue a jugar al Junior de Barranquilla en el año 1969. Desde su llegada al equipo barranquillero, se hizo un lugar en el onceno titular y jugó varios partidos. En 1970, Efraín fue uno de los jugadores destacados del Junior que quedó subcampeón. En el año 1971, el equipo costeño jugó la Copa Libertadores por primera vez en su historia, y Castillo fue uno de sus jugadores destacados. A finales de ese año (1971), el nariñense deja al cuadro "Tiburón" y se va al Deportes Tolima. 

### Deportes Tolima
En el año 1972, Efraín llega al Deportes Tolima de la ciudad de Ibagué. Con el equipo "Pijao" jugó algunos partidos y se retiró del fútbol profesional. 

### Selección Colombia Juvenil
En el año 1964, Efraín fue convocado a la Selección Colombia juvenil para jugar en el Sudamericano Juvenil "Juventudes de América" que se jugó en Colombia. En ese torneo, Efraín sería uno de los más destacados de la selección que consiguió el subcampeonato. En ese torneo, Castillo compartió nomina con sus compañeros de equipo en Santa Fe; Alfonso Cañón, Aníbal Niño y Hernando Piñeros.  

## Clubes
| Club                        | País     | Año       |
| --------------------------- | -------- | --------- |
| Club Independiente Santa Fe | Colombia | 1964-1968 |
| Junior de Barranquilla      | Colombia | 1969-1971 |
| Deportes Tolima             | Colombia | 1972-1974 |

## Palmarés

### Campeonatos nacionales
| Título           | Club     | País     | Año  |
| ---------------- | -------- | -------- | ---- |
| Primera División | Santa Fe | Colombia | 1966 |

## Selecciones nacionales
| Selección        | Torneo                                     | Año  |
| ---------------- | ------------------------------------------ | ---- |
| Colombia Juvenil | Campeonato Juvenil "Juventudes de América" | 1964 |